# Maurizio Biondo
Maurizio Biondo es un ciclista profesional italiano. Nació en Vimercate el 15 de mayo de 1981. Debutó como profesional en 2006, de la mano del equipo Endeka (de Serbia y Montenegro). El 12 de agosto de 2009 dio positivo por EPO CERA en un control antidopaje. Fue suspendido dos años por el CONI.

## Palmarés
| 2002 (como amateur) - 1 etapa del Tour de Berlín 2005 (como amateur) - Trofeo Zssdi 2006 (como amateur) - Trofeo Edil C 2007 - Vuelta a Navarra, más una etapa | 2008 - Vuelta al Distrito de Santarém, más una etapa - 3.º en el Campeonato de Italia Contrarreloj 2009 - Tour de Drenthe - 1 etapa de la Vuelta a Dinamarca - 3.º en el Campeonato de Italia Contrarreloj |

## Equipos
- Endeka (2006)[2]
- Kio Ene-Tonazzi-DMT (2007)
- Flaminia-Bossini Docce (2008)
- Ceramica Flaminia–Bossini (2009)
- Meridiana - Kamen Team (2012)